# MIMOSA
MIMOSA (сокращение от Micromeasurements of Satellite Acceleration — буквально «Микроизмерения спутникового ускорения») — чешский научный искусственный спутник Земли, относящийся к малым спутникам. Был оснащён акселерометром, предназначенным для измерения профиля атмосферной плотности путём измерения лобового сопротивления.

## Описание
Спутник представлял собой 28-гранник диаметром 57 см, в связи с чем часто назывался сферическим.
Почти вся его поверхность была покрыта солнечными батареями. Единственным научным инструментом, которым был оснащён спутник, был микроакселерометр MACEK. Также в полезную нагрузку входили устройства для обеспечения работы — основной и резервный бортовые компьютеры с 16-битным процессором и оперативной памятью 2 МБ, передатчики и шесть антенн, систему ориентации спутника в пространстве (солнечные и магнитные датчики, стабилизирующие магнитные катушки) и другое оборудование. Планируемый срок службы составлял 18 месяцев. Стоимость производства составила 32 млн крон, из них 25 млн — на запуск.
Производителем аппаратуры, входившей в полезную нагрузку спутника, и оператором выступил Астрономический институт Академии наук Чехии. Корпус изготовила чешская компания Space Devices.

## Эксплуатация
Спутник MIMOSA был запущен 30 июня 2003 года с космодрома Плесецк с помощью ракеты-носителя «Рокот». Он был успешно выведен в космос вместе с группой других малых спутников, среди которых были аппарат MOST и несколько спутников типа CubeSat. Вывод на орбиту осуществлялся разгонным блоком «Бриз», который после достижения заданной эксцентрической орбиты высвободил спутник MIMOSA, а затем, повторно включив двигатели, перешёл на практически круговую орбиту под канадский спутник «MOST». Первый сеанс связи был установлен со спутником в день запуска, однако в последующие дни возникли серьёзные технические проблемы: освободить (разругзить) микроакселерометр MACEK было невозможно, что помешало дальнейшему проведению научных исследований. Поскольку возникшие проблемы не удалось разрешить, в полную мощность спутник работать не мог.
Связь со спутником в дальнейшем установила Обсерватория в Панска-Вес, но после прекращения сеанса связь он вращался вокруг Земли в дальнейшем уже как нефункционирующее тело на эллиптической орбите. Период обращения составлял 96 минут, расстояние до Земли — от 318 до 846 км. Согласно сообщению NORAD, спутник MIMOSA сгорел в земной атмосфере 11 декабря 2011 года.